# Pont Monseigneur-Langlois
Le pont Monseigneur-Langlois est un ensemble de quatre ponts routiers qui relient Salaberry-de-Valleyfield et Coteau-du-Lac, en enjambant le fleuve Saint-Laurent et le canal de Soulanges. Il relie deux parties de la région administrative de la Montérégie (division de la Vallée-du-Haut-Saint-Laurent) Québec, entre les municipalités régionales de comté de Vaudreuil-Soulanges et de Beauharnois-Salaberry.

## Caractéristiques
Le pont est divisé en quatre sections distinctes, lesquelles peuvent être décrites comme suit :
- La première section, reliant Salaberry-de-Valleyfield à l'île d'Aloigny, mesure 340,8 m[3]. Un boulevard de permet par la suite 650 m permet de traverser l'île ;
- La deuxième section, qui relie l'île d'Aloigny à l'île Liénard, est la plus longue et mesure 425,2 m[4]. Un autre boulevard, de 450 m de longueur, permet ensuite de rejoindre la section suivante ;
- La troisième section relie l'île Liénard à la rive de Coteau-du-Lac. D'une longueur de 79,8 m, cette section est en fait un remblai soutenu par deux murs de béton et percé d'un portique en béton armé de 16,8 m[5]. Deux bretelles permettent ensuite l'accès au chemin du Fleuve ;
- La quatrième section enjambe dans l'ordre le chemin du Fleuve, le Canal de Soulanges et le chemin du Vieux-Canal. Il s'agit d'un pont à poutres en acier mesurant 127,5 m[6].

L'ensemble a donc une longueur totale approximative de 2 200 m, dont 973,3 m sont des ponts à proprement parler.

## Circulation
Le pont est emprunté par la route 201. Il comporte 4 voies de circulation, 2 par direction séparées par un muret central
À son extrémité ouest, il aboutit à un échangeur avec la route 338, puis à un autre échangeur avec l'autoroute 20.
Il est emprunté en moyenne par 35 000 véhicules par jour, soit une moyenne annuelle de 12,8 millions de véhicules.

## Toponymie
Le pont est nommé en l'honneur de Joseph-Alfred Langlois (1876-1966), évêque du diocèse de Valleyfield de 1926 à 1966.